# Caroline-Eugénie Segond-Weber
Pour les personnes ayant le même patronyme, voir Weber et Segond.
Caroline-Eugénie Weber, dite Mme Segond-Weber, née le 6 février 1867 à Paris dans le 11e arrondissement , et morte le 14 juin 1945 dans le 17e arrondissement, est une actrice française.

## Biographie

### Origine familiale
Caroline-Eugénie Weber est la fille de Charles Weber, facteur de pianos et de Rosalie Eugénie Cheneau. Elle a un frère, Charles, né en décembre 1869 qui meurt 16 mois plus tard.
Sa famille est protestante, et engagée politiquement dans la Troisième République. Son père Charles Weber est secrétaire et trésorier d'Edouard Lockroy en 1870, en remplacement d'Avrial alors démissionnaire. Il meurt lors de la Commune de Paris en mai 1871.

### Carrière
Caroline-Eugénie Weber est engagée comme pensionnaire à la Comédie-Française en 1887 et accède au sociétariat en 1902. Elle est admise à la retraite en 1926,.
Elle intervient alors lors de plusieurs inaugurations de monuments littéraires. En 1896, elle lit des vers d'Henri Potez lors de l'inauguration d'une statue de Marceline Desbordes-Valmore à Douai. En 1910, c'est pour le monument à François Coppée sur la place André-Tardieu qu'elle dit un poème de Georges Druilhet. En 1925, elle dit quelques sonnets d'Armand Godoy pour l'inauguration du monument à Heredia dans le jardin du Luxembourg.
Elle est, pour Cocteau et sa génération, l'un des « monstres sacrés » du théâtre et inaugure, en 1920, des « Matinées poétiques » à la Comédie-Française. Elle interprète une grande partie du répertoire tragique,.

### Vie privée
Caroline-Eugénie Weber prend le nom de son mari, l'acteur Léon Segond, en 1886. Elle divorce en 1907 , mais garde pour nom de scène « Mme Segond-Weber ». De leur union naît un fils, Pierre Segond-Weber (en), qui sera connu comme peintre. Elle a aussi une fille Marianne, avec l'artiste René Joseph Gilbert, qui meurt adolescente de la grippe espagnole en 1918 . De 1921 à sa mort en 1945, Mme Segond-Weber a une liaison avec l'écrivaine Jeanne Galzy,.
Domiciliée jusqu'à sa mort au 83 rue de la Pompe (16e arrondissement de Paris), où une plaque lui rend aujourd'hui hommage, elle meurt le 14 juin 1945 dans un hôpital du 17e arrondissement et est inhumée au cimetière du Père-Lachaise (division 24).

## Théâtre

### Hors Comédie-Française
- 1885 : Les Jacobites de François Coppée, théâtre de l'Odéon
- 1886 : Le Songe d'une nuit d'été de William Shakespeare, théâtre de l'Odéon : Titiana
- 1891 : Jeanne d'Arc de Joseph Fabre, théâtre du Châtelet : Jeanne d'Arc
- 1896 : Hérakléa d'Auguste Ville, mise en scène Lugné-Poe, Nouveau-Théâtre : Hérakléa
- 1898 : Déjanire, tragédie lyrique, musique Camille Saint-Saëns, livret Louis Gallet, Arènes de Béziers
- 1921 : Cassandre, tragédie de Jeanne Galzy, Opéra comédie de Montpellier (novembre 1921)

### Comédie-Française
Entrée à la Comédie-Française en 1887
Nommée 335e sociétaire en 1902 puis sociétaire honoraire en 1927
- 1888 : Andromaque de Jean Racine : Andromaque
- 1893 : La Furie de Jules Bois : Lyssa
- 1893 : La Maison d'argile d'Émile Fabre : Mme Armières
- 1899 : Le Roi de Gaston Schéfer : la reine
- 1901 : Phèdre de Jean Racine : Phèdre
- 1901 : Les Burgraves de Victor Hugo : Guanhumara
- 1902 : Rome vaincue d'Alexandre Parodi : Opimia
- 1903 : Médée de Catulle Mendès : Médée
- 1903 : Les Phéniciennes de Georges Rivollet d'après Euripide, théâtre antique d'Orange : Antigone
- 1905 : Iphigénie de Jean Racine : Eriphile
- 1905 : Andromaque de Jean Racine : Hermione
- 1906 : Hernani de Victor Hugo : Doña Sol
- 1906 : La Mort de Pompée de Pierre Corneille : Cornélie
- 1906 : Nicomède de Pierre Corneille, mise en scène Eugène Silvain : Laodice
- 1907 : Polyeucte de Pierre Corneille : Pauline
- 1907 : La Maison d'argile d'Émile Fabre : Mme Armières
- 1908 : Britannicus de Jean Racine : Agrippine
- 1909 : La Furie de Jules Bois : Lyssa
- 1909 : Iphigénie de Jean Racine
- 1909 : Athalie de Jean Racine, mise en scène Mounet-Sully : Athalie
- 1912 : Les Erinnyes d'Anatole France
- 1916 : Bajazet de Jean Racine : Roxane
- 1917 : L'Éternelle Présence d'André Dumas : la mère
- 1918 : Lucrèce Borgia de Victor Hugo : Lucrèce Borgia
- 1920 : Les Chaînes de Georges Bourdon : Lydie de Merval
- 1920 : Hernani de Victor Hugo :  Doña Sol
- 1920 : La Mort de Pompée de Pierre Corneille : Cornélie
- 1920 : Mithridate de Jean Racine : Monime
- 1921 : Cléopâtre d'André-Ferdinand Hérold d'après Plutarque et William Shakespeare : Cléopâtre
- 1922 : Bérénice de Jean Racine, mise en scène René Alexandre : Bérénice (4 fois, 1922)
- 1923 : Rome vaincue d'Alexandre Parodi : Posthumia
- 1924 : Iphigénie de Jean Racine : Clytemnestre
- 1925 : Le Retour à la terre d'Auguste Villeroy : la femme
- 1927 : Les Affranchis de Marie Lenéru : l'abbesse[15]
- 1939 : Rodogune de Pierre Corneille : Cléopâtre
- Horace de Pierre Corneille : Camille

## Iconographie
Deux portraits de l'actrice sont conservés au musée Carnavalet, l'un dans le rôle de Danielo (La Reine Fiammette de Catulle Mendès) par Marie Villedieu en 1899, l'autre dans celui de Camille (Horace de Pierre Corneille) par Louis Édouard Fournier en 1909. Plusieurs portraits ont été exécutés par l'artiste René-Joseph Gilbert.
Bien d'autres œuvres d'art la représentent. Auguste Leroux fait son portrait en 1905 et l'expose au Salon des artistes français. Très populaire, la tragédienne apparaît également sur l'une des 89 cartes à collectionner de « contemporains célèbres » éditées par Louis Lefevre-Utile entre 1901 et 1912.

## Galerie

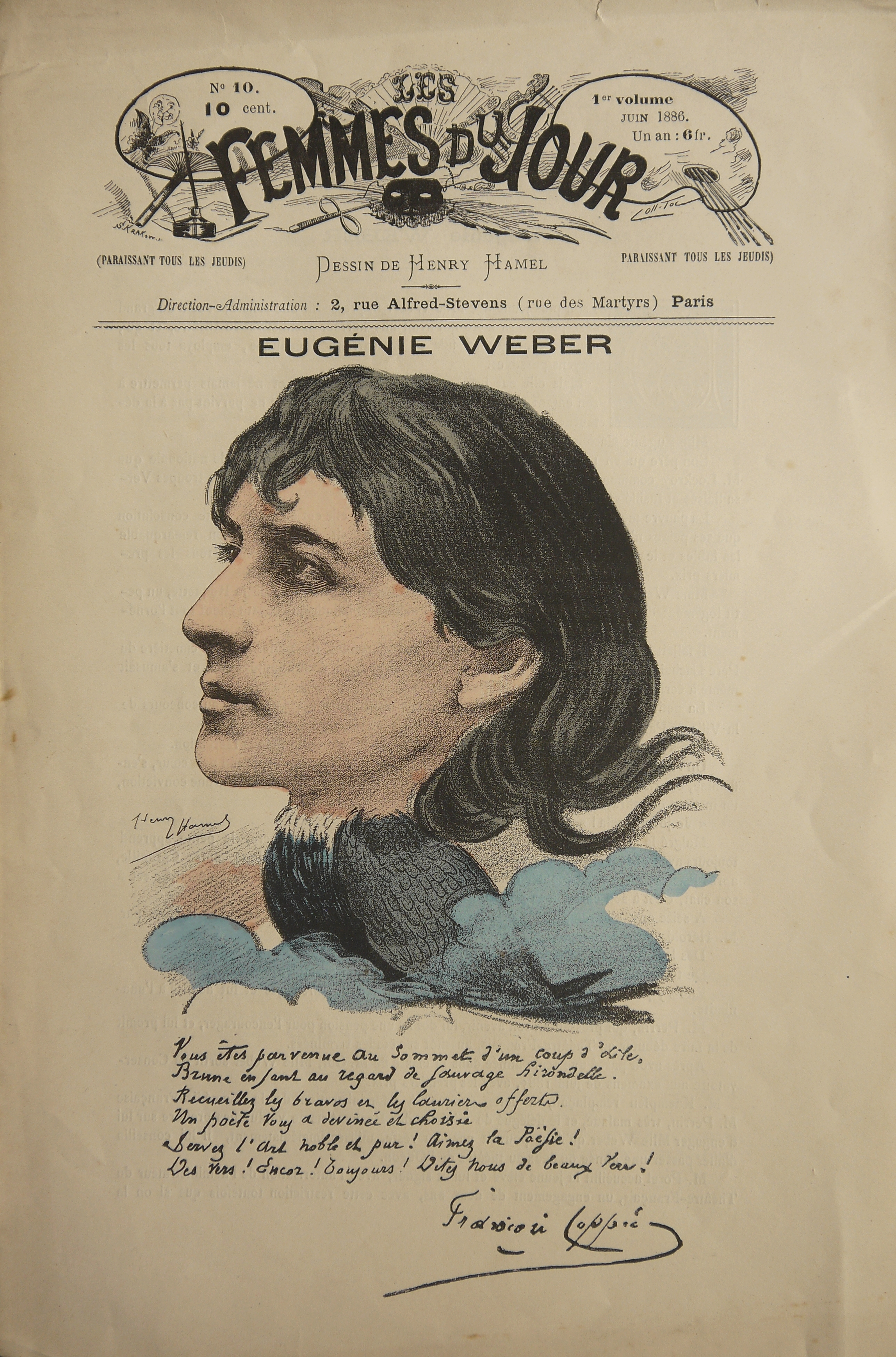
Portrait par Henry Hamel pour le no 10 des Femmes du jour, juin 1886.
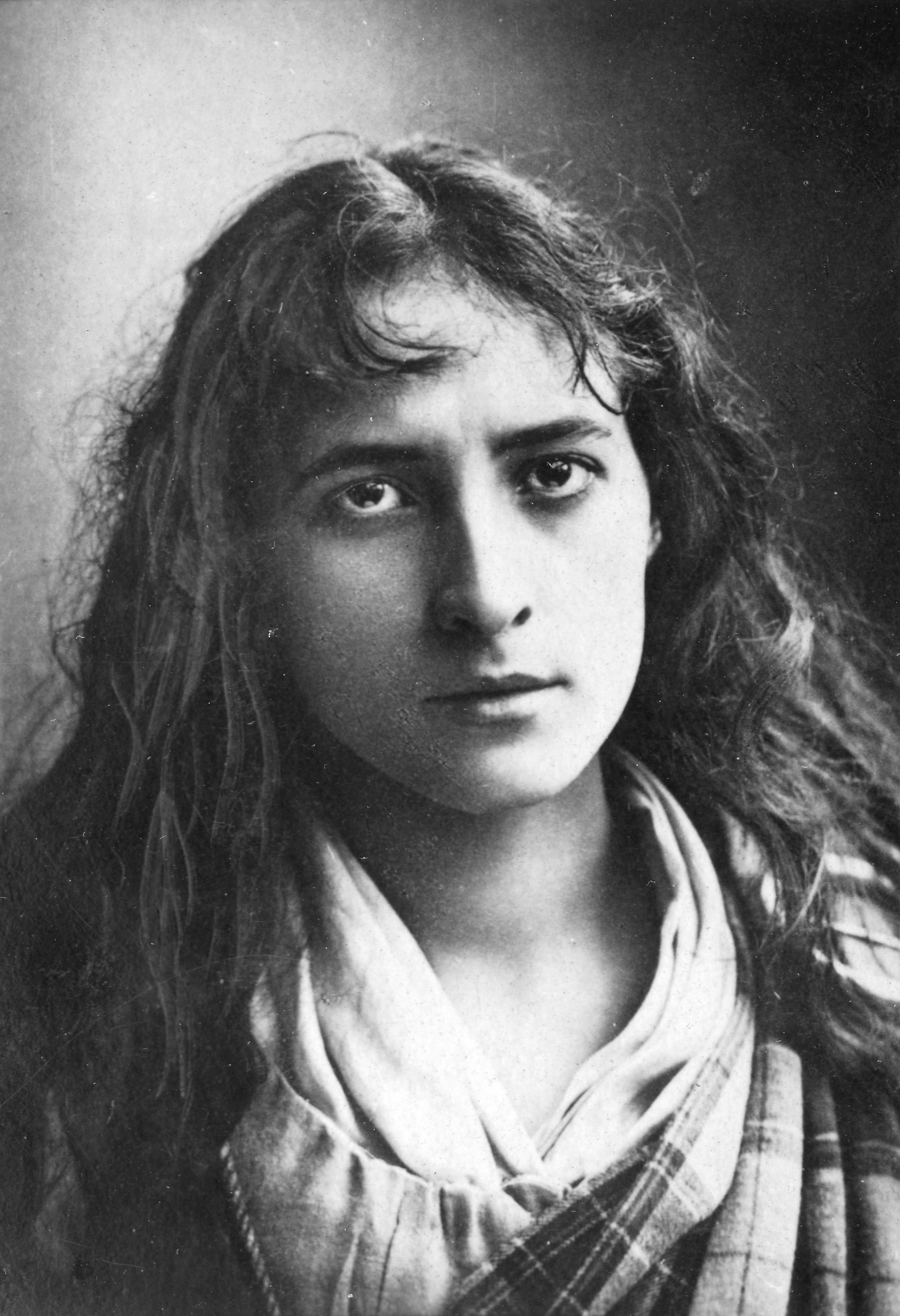
Photo-portrait vers 1890, publié en 1908 par les Chocolats Félix Potin.
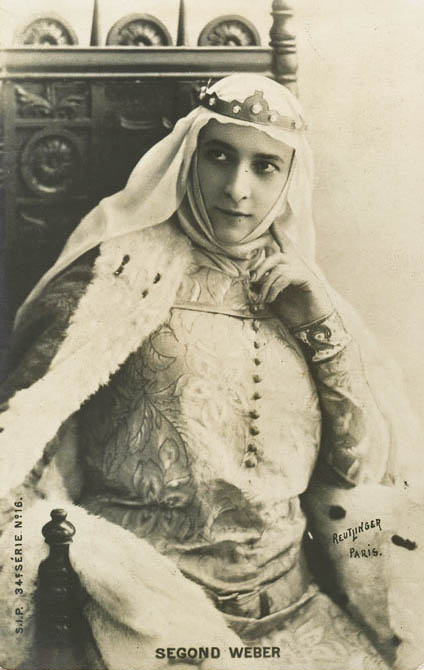
Photographie signée Reutlinger entre 1902 et 1908.
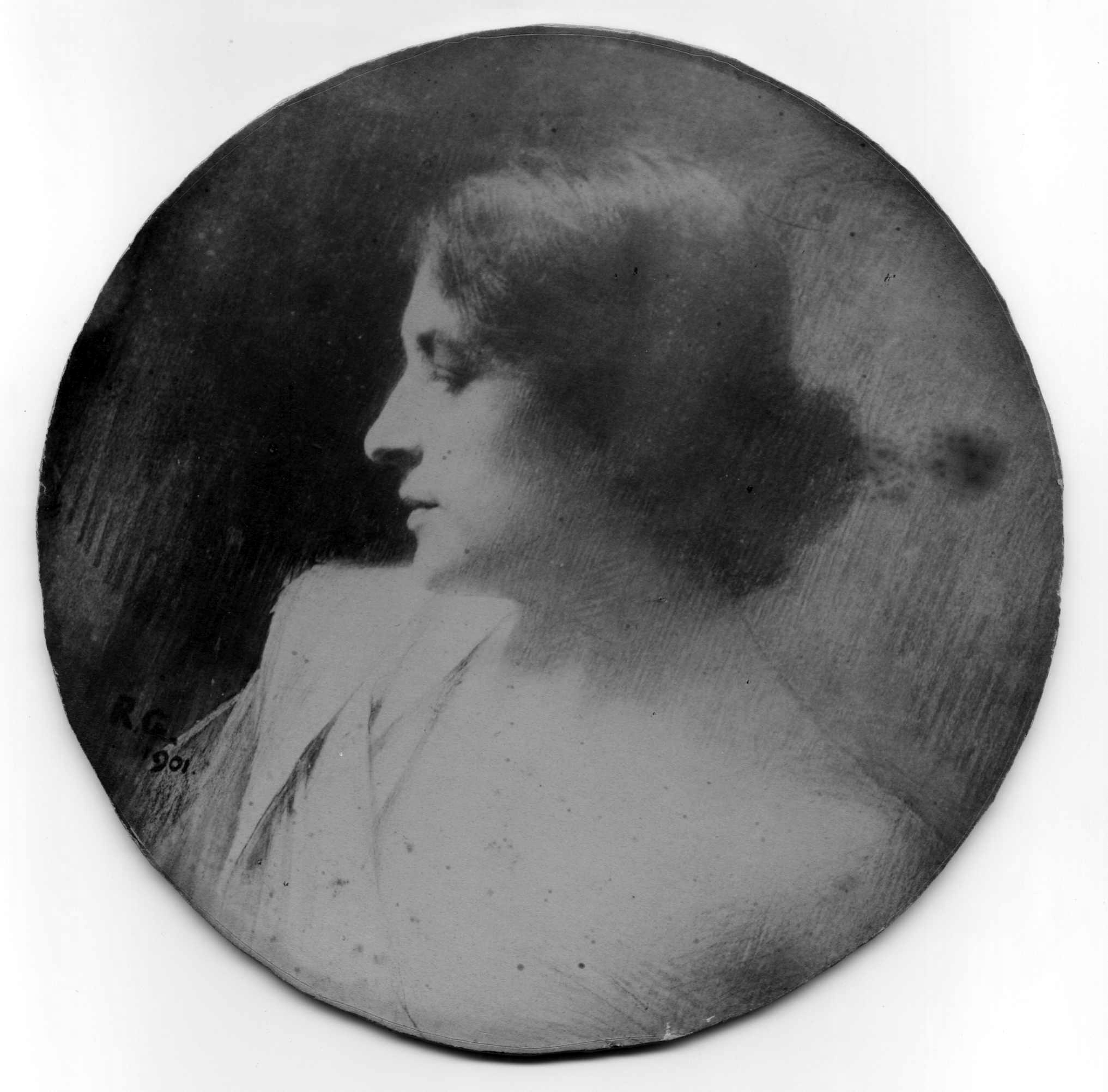
Portrait de l'actrice par René-Joseph Gilbert.
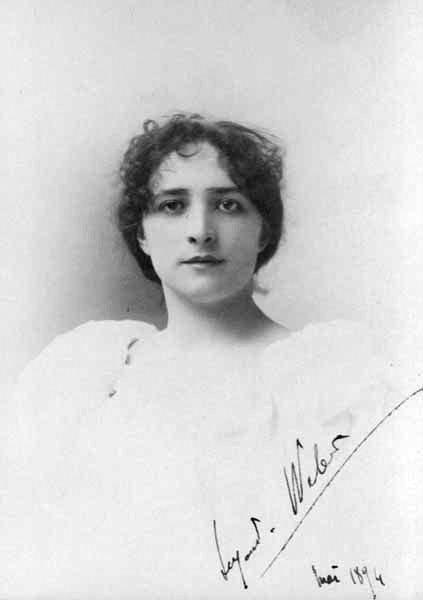
Portrait datant de 1894.
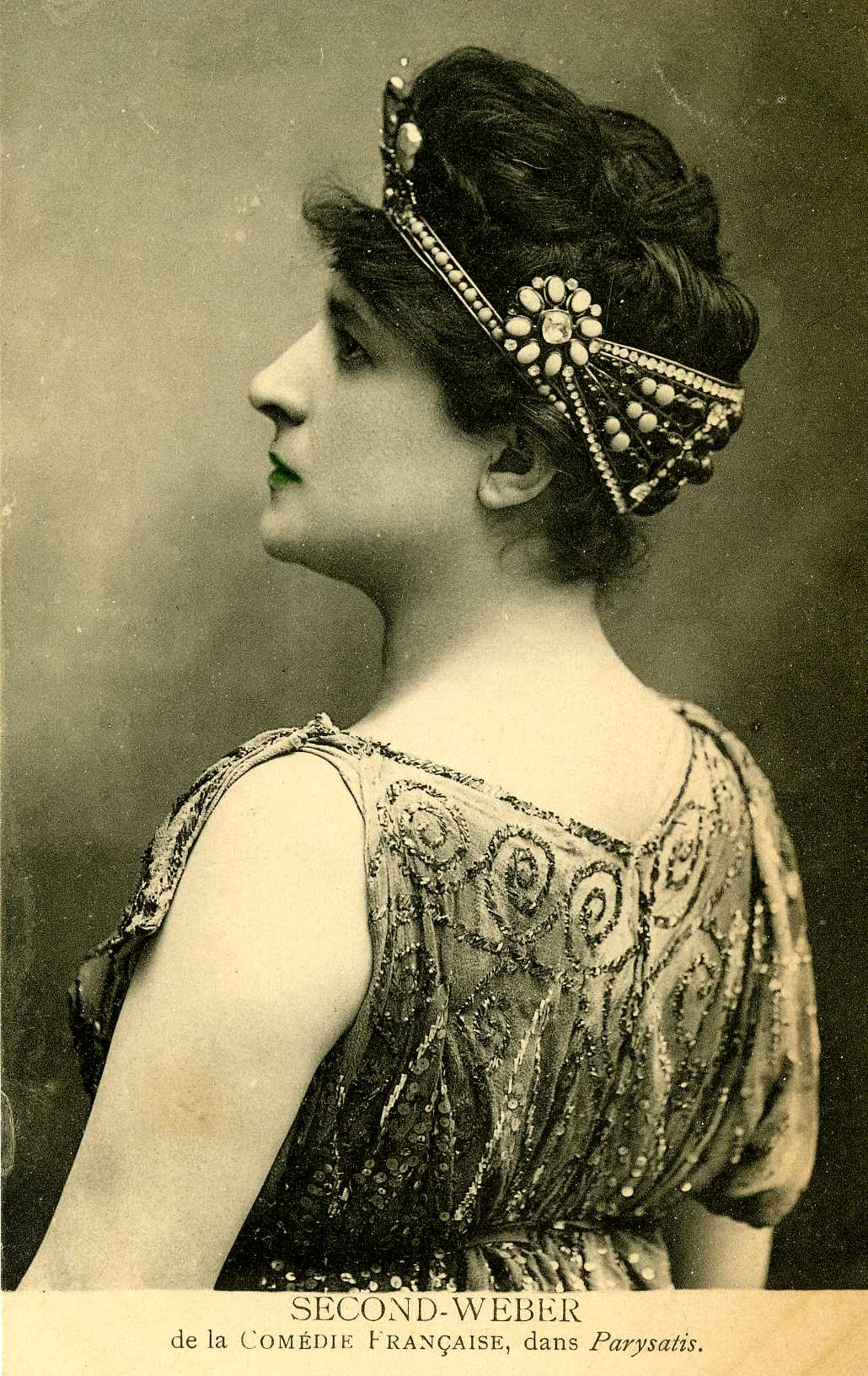
Carte postale éditée pour la représentation de Parysatis au Théâtre des Arènes, à Béziers, en 1902.
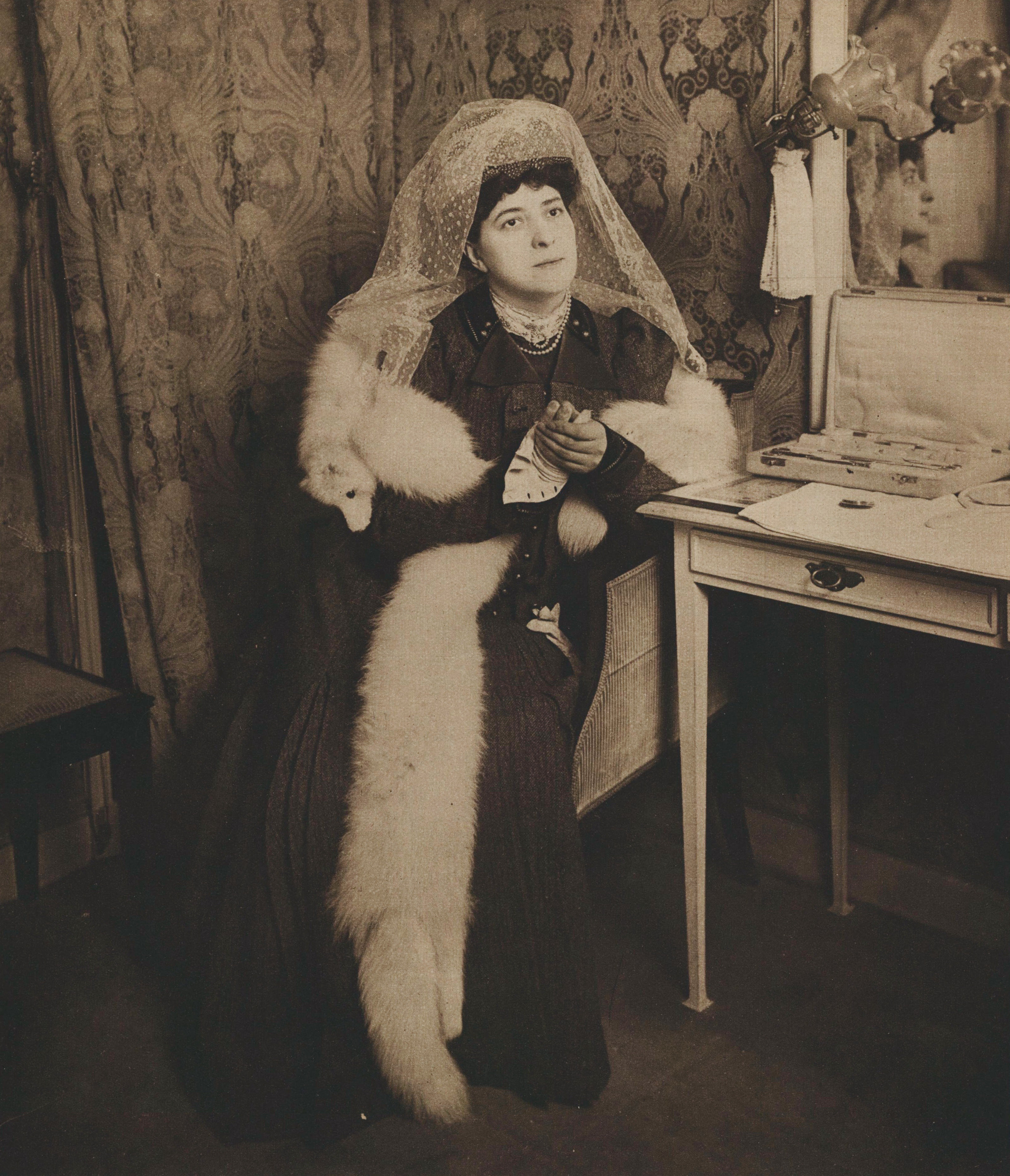
Photo-portrait dans Le Miroir, 3 mai 1914.
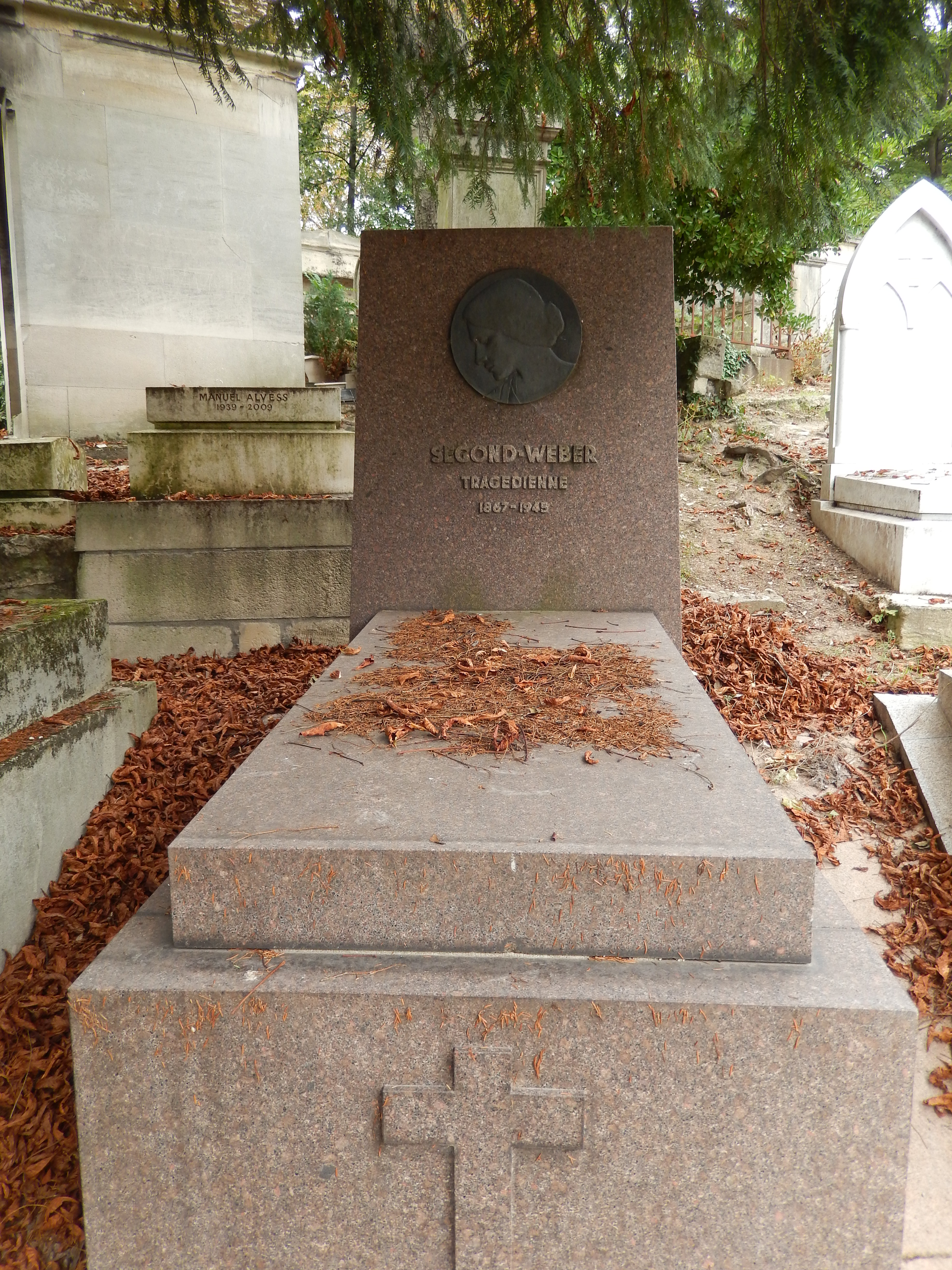
Tombe de Caroline Eugénie Weber dite Mme Segond-Weber (cimetière du Père-Lachaise, division 24).
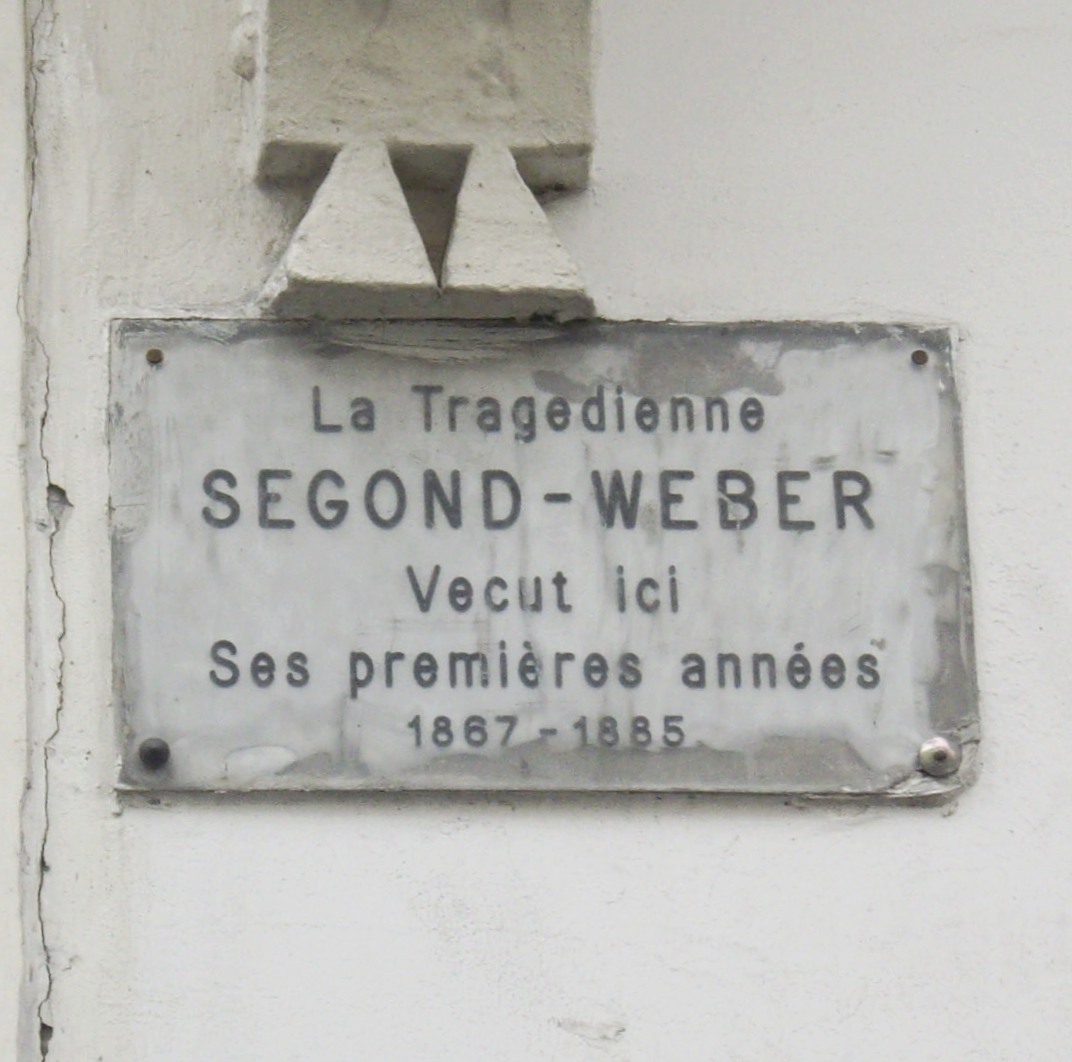
Plaque apposée au no 43-45 de la rue de la Roquette, Paris 11e.
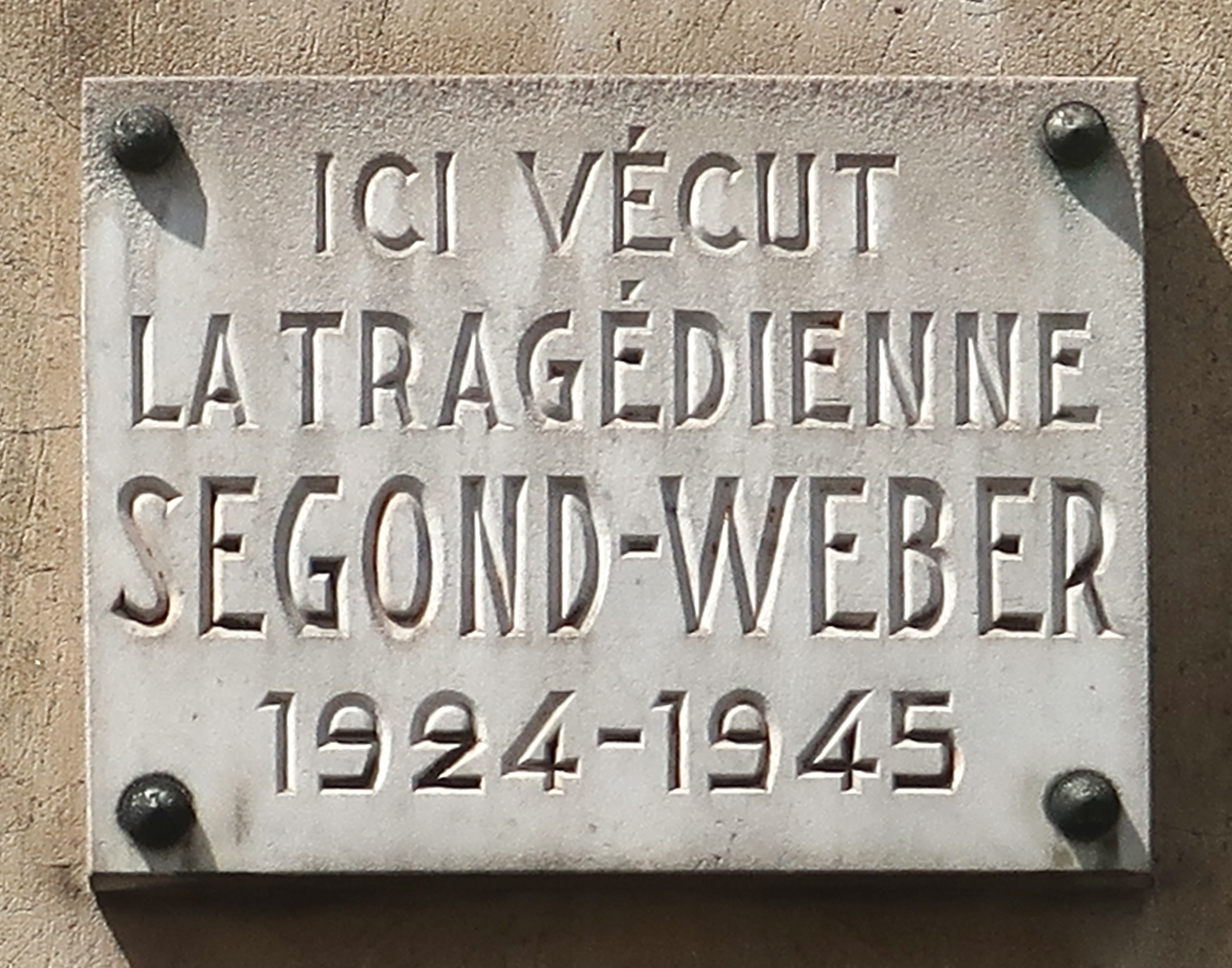
Plaque apposée au no 83 de la rue de la Pompe, Paris 16e.
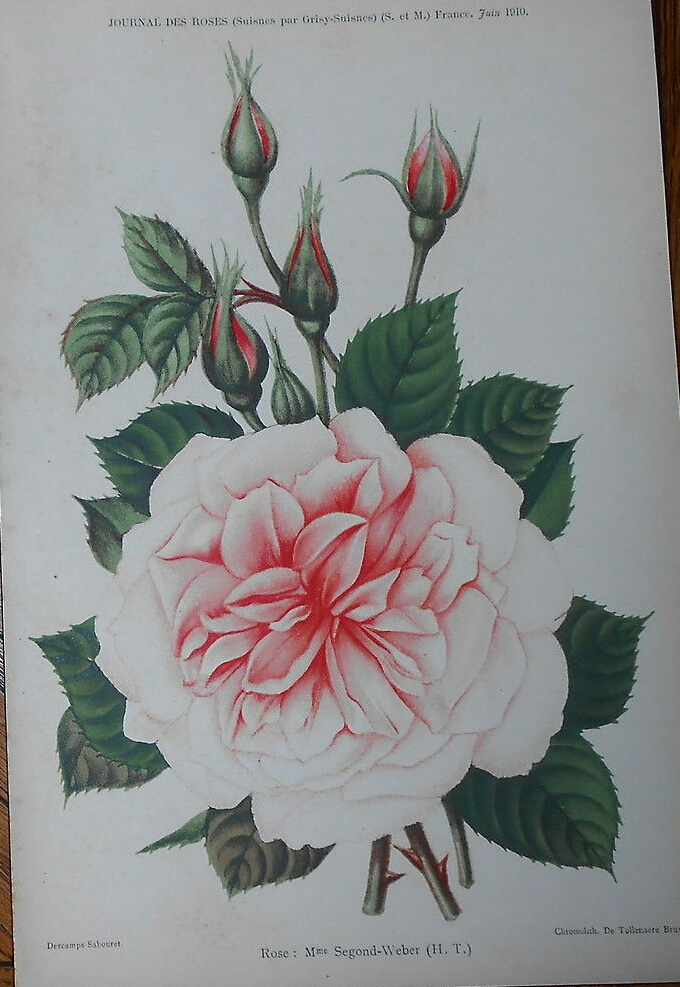
Rose hybride de thé « Madame Segond-Weber » (Soupert & Notting 1907)[18].

## Distinctions et hommages
- Officier de l'Instruction publique, 1897
- Chevalier de la Légion d'honneur, 30 septembre 1920[19].
- Une rose hybride de thé lui est dédiée en 1907, du nom de '"Madame Segond-Weber".
- Une plaque commémorative a été apposée devant sa résidence de naissance.
- Une plaque commémorative a été apposée devant sa dernière résidence à Paris.
- Une rue est baptisée Segond-Weber à Orange

## Pour approfondir